# Mentosari
Mentosari is een bestuurslaag in het regentschap Batang van de provincie Midden-Java, Indonesië. Mentosari telt 2440 inwoners (volkstelling 2010).